# Victor van der Haeghen
Victor Augustin Marie Antoine van der Haeghen (geboren am 26. September 1854 in Gent; gestorben am 3. Mai 1916 ebenda) war ein belgischer Historiker und Archivar der von 1882 bis zu seinem Tod das Stadtarchiv in Gent leitete.

## Leben
Victor van der Haeghen war ein Sohn von Ferdinand van der Haeghen (11. Oktober 1830 – 22. Januar 1913) und dessen Frau Julie Cécile Charlotte de Dobbelaer (1831–1919). Er entstammte einer angesehenen Familie, die als Drucker und Herausgeber einer weit verbreiteten Genter Tageszeitung, der De Gazette van Gent, bekannt waren. Sein Vater war von 1869 bis 1912 Direktor der Genter Universitätsbibliothek. Van der Haeghen studierte Philosophie, Literatur- und Rechtswissenschaften an der Universität Gent. Am 25. September 1872 schloss er sein Literaturstudium ab und erhielt am 22. August 1876 seinen Doktortitel in Rechtswissenschaften und legte am 16. Oktober 1876 den Eid als Anwalt ab. Er wandte sich jedoch schon bald den Wissenschaften zu. Am 7. März 1879 erlangte er den Doktor der Philosophie- und Literaturwissenschaften an der Universität Lüttich. Mit der Erlaubnis seines Vaters studierte er für einige Jahre an ausländischen Universitäten. Im Herbst 1879 immatrikulierte er sich an der Universität Heidelberg und setzte die Studien 1880 in Leipzig und Berlin fort. Anschließend schickte ihn sein Vater Ende 1880 nach Paris, um Vorlesungen an der Sorbonne, dem Collège de France und der École nationale des chartes zu besuchen. Anfang 1882 kehrte er nach Gent zurück und trat am 25. März 1882 die Nachfolge von Edmond De Busscher (1805–1882) als Stadtarchivar an. Des Weiteren machte er 1884 einen Abschluss als Kandidat der Paläographie an der Universität Gent.
Van der Haeghen setzte auch sein Philosophiestudium fort und erlangte am 5. August 1886 an der Universität Lüttich mit seiner Dissertation über den Antwerpener Philosophen Arnold Geulincx einen Doktortitel in Philosophie. Ab 1892 beschäftigte er sich mit der Archäologie, der Kunstgeschichte und der Geschichte seiner Heimatstadt. Hierzu nutzte er die von ihm verwalteten Archive und die große wissenschaftliche Bibliothek, die sein Vater leitete. Am 17. Oktober 1890 wurde er Dozent für mittelalterliche Paläographie. Zudem unterstützte er seinen Vater, der 1880 mit der Herausgabe der Bibliotheca Belgica begonnen hatte und zahlreiche gut ausgebildete Mitarbeiter benötigte. Der Innenminister Jules de Burlet erlaubte es van der Haeghen am 20. August 1891 einen offenen Bibliographiekurs zu erteilen, er hat diese Disziplin nie unterrichtet. Er gab hingegen Kurse zur Paläographie, die hauptsächlich im Stadtarchiv abgehalten wurden.
Im Jahr 1900 wählte ihn die Académie royale d'archéologie de Belgique zum Mitglied.

## Familie
Van der Haeghen war seit dem 7. Juni 1881 mit Mathilde Élisabeth Clélie Marie (geborene Hesnault; 23. Dezember 1850 – 1932) verheiratet, einer Tochter des Hippolyte Hesnault, mit der er drei Söhne und eine Tochter hatte.
- Renée Mathilde Marie Victorine van der Haeghen (13. Mai 1882 – 23. März 1956)[3] ⚭ 22. September 1908 mit Victor Stas de Richelle (1875–1928).
- Marc Ferdinand Victor Antoine van der Haeghen (* 16. August 1883)
- Norbert Charles Louis Victor Antoine van der Haeghen (* 4. Oktober 1884)
- Maurice Victor Antoine (* 26. August 1889)

## Schriften (Auswahl)
- Geulincx. Étude sur sa vie, sa philosophie et ses ouvrages. Gent 1886 (archive.org).
- Exhumation des cendres d’Isabelle d’Autriche. In: Messager des sciences historiques; ou, Archives des arts et de la bibliographie de Belgique. 1886.
- Les Jésuits à Gand au XVI siécle. In: Messager des sciences historiques; ou, Archives des arts et de la bibliographie de Belgique. 1887.
- Inventaire des archives de la ville de Gand. Établissements religieux. Gand 1887–1889.
- Het Klooster ten Walle. Gent 1888 (dbnl.org).
- Inventaire des archives de la ville de Gand. Catalogue méthodique général. C. Annoot-Braeckman, Gent 1896 (archive.org).
- Memoire sur les documents faux relatifs aux anciens peintres, sculpteurs et graveurs flamands. In: Mémoires de l’Académie royale de Belgique. Band 58, Nr. 1, 1899, S. 1–174, doi:10.3406/marb.1899.2447.
- mit Henri Pirenne (Hrsg.): Oorkondenboek der stad Gent. Gent 1905.